# Лукитс, Теодор
Теодор Николай Лукитс (англ. Theodore Nikolai Lukits; 26 ноября 1897 — 20 января 1992) — американский живописец румынского происхождения, пейзажист и портретист. Первоначальную известность ему принесли портреты див немого кино. После смерти большее внимание ценителей искусства привлекли его работы, вдохновлённые Азией, рисунки испанской Калифорнии и пастельные пейзажи.
Лукитс начал свою профессиональную карьеру в качестве иллюстратора ещё в подростковом возрасте. Он был художником натюрморта, художником-монументалистом и основателем Академии изящных искусств Лукитса в Лос-Анджелесе. Он имел репутацию мастера, который изготовлял свои краски из сырых пигментов, делал кисти и палитры, а также проектировал и вырезал рамки. Лукитс придерживался в США методов «Beaux-Arts» французской академической системы, несколько его студентов сделали выдающуюся карьеру. Его произведения находятся во многих государственных коллекциях. Он был членом ряда профессиональных организаций деятелей искусств и получил множество наград на различных конкурсах. После смерти Лукитса проводилось множество его индивидуальных выставок. Его работы также участвовали и в других выставках, посвященных тонализму и американскому импрессионизму.

## Ранние годы
Лукитс родился в городе Тимишоара в Трансильвании, которая была тогда частью Австро-Венгерской империи. Его отец был мясником, а мать — домохозяйкой. Он приехал в Соединенные Штаты в возрасте двух лет, когда его семья иммигрировала туда в 1899 году. Провёл детство Сент-Луисе, штат Миссури. Лукитс начал учиться в школе изящных искусств при университете Вашингтона в Сент-Луисе в возрасте двенадцати лет, его первым учителем был Эдмунд Х. Вюрпель (1866—1958). В Сент-Луисе с ним также занимался Ричард Э. Миллер (1875—1943), который вернулся домой из художественной колонии Живерни и остановился у родителей. Лукитс оставил школу после 8-го класса для того чтобы продолжить карьеру художника. Он работал с раннего возраста, сначала в качестве посыльного, а затем как художник-аэрограф, рисующий портреты девушек на коже.

## Обучение в Чикаго
Лукитс переехал в Чикаго в возрасте пятнадцати лет чтобы поступить в Чикагскую академию изящных искусств и Чикагский институт искусств. В Чикагской академии он учился у художника, иллюстратора и путешественника Карла Вернтца (1874—1944). Его учителем также был Уильям Виктор Хиггинс (1884—1949), который позже стал известен как один из членов Таосской художественной колонии.
Лукитс сначала посещал в Чикагском институте искусств вечерние, выходные и каникулярные занятия, поскольку он не мог зарегистрироваться как студент-очник пока ему не исполнилось восемнадцать. В институте Лукитс учился многих преподавателей, но его главными учителями и наставниками были американский импрессионист Карл Альберт Буэр (1866—1952), портретист Веллингтон Дж. Рейнольдс (1866—1949) и фигуративист Гарри Миллс Уолкотт (1877—1930). Лукитс некоторое время работал под руководством Эдвина Блашфельда (1848—1936). Он также учился у художников-реалистов Роберта Генри (1865—1929), Чарльза Вебстера Хоторна (1872—1930) и Джорджа Беллоуза (1882—1925), которые были приглашёнными преподавателями в институте искусств во время учёбы Лукитса.
На творчество Лукитса также оказал влияние художник Овсеп Пушман (1877—1966). Он впервые встретился с этим армянским художником в 1916 году в Чикаго, где проходила его выставка фигуративных работ и натюрмортов в азиатском стиле.
В студенческие годы Лукитс делил студию со шведским художником Кристианом фон Шнейдау (1893—1976). Они стали друзьями в Чикаго и позднее продолжили дружить в Калифорнии, где оба рисовали портреты кинозвёзд.
Он получил все основные премии в институте искусств, в том числе стипендию Брайана Латропа. Он платил за учёбу, рисуя иллюстрации для крупных изданий, таких как Cosmopolitan и The Saturday Evening Post. После окончания учёбы в 1918 году через год он поступил в аспирантуру, где учился под руководством Карла Буэра. В последние годы его художественного обучения он получал специальную стипендию, которая позволила ему учиться и путешествовать с чешским мастером арт-нуво, живописцем и иллюстратором Альфонсом Мухой (1860—1939).
Лукитс также поступил в медицинский колледж Барнса, чтобы изучать анатомию человека.

## Профессиональная карьера
После переезда в Калифорнию он быстро стал известен своими портретами актрис раннего Голливуда: Теды Бары, Полы Негри, Мэй Мюррей и Аллы Назимовой. Портрет мексиканской актрисы Долорес дель Рио работы Лукитса демонстрировался на премьере одного её фильмов и был напечатан газетах в Лос-Анджелесе и в Мехико.
Он основал Академию Лукитса в начале 1924 года и продолжал преподавать там до выхода на пенсию в возрасте девяноста лет. Он был известным художником на пленэре, выбирая пастель для более тысячи эскизов, сделанных в Сьерра-Неваде, Долине Смерти, пустыне Мохаве, вдоль побережья Калифорнии и в Гранд-Каньоне. В начале 1930-х годов Лукитс также создал серию картин вакерос и танцовщиц, которая теперь известна как Fiesta Suite. Эта серия пастелных и масляных картин изображала всадников и молодых латиноамериканских актрис, которые приехали в Лос-Анджелес для работы в качестве наездников, каскадёров и массовки в голливудских фильмах.
Творчество Лукитса было предметом ретроспективных выставок в музее Азиатско-Тихоокеанского региона в Пасадене, штат Калифорния, в художественном музее Карнеги в Окснарде, штат Калифорния, в культурном центре Мукентхаллер в Фуллертоне, штат Калифорния и в миссии Сан Хуан Капистрано.
Помимо студентов-художников, Лукинс обучал и голливудских гримёров. Известный гримёр Луис Хиппе (1909—1967) обучался искусству и анатомии у Лукитса, чтобы изучить форму и структуру человеческой головы и понять, как она будет выглядеть при искусственном освещении. За ним последовали и многие другие голливудские гримёры, которые учились в ателье Лукитса в 1930-х и 1940-х годах.

## Выставки
С середины 1920-х до начала 1930-х годов Лукитс имел ряд персональных выставок в Южной Калифорнии. Осень 1926 года, вероятно, стала его самым успешным сезоном. У него была выставка в салоне Сотби на Ларчмонт-бульваре, которая открылась 23 сентября. В обзоре Los Angeles Times сообщалось «Присутствовало около 100 человек. Событием вечера стал первый показ яркого портрета Этель Уэйд». В ноябре у него был показ в салоне Голливудского ресторана Montmetre Cafe. Демонстрировались его портреты и пейзажи. Вместе с графом Толстым и актрисой Долорес дель Рио, он был гостем на пару приёмов.
Работы Лукитса выставлялись в лучших галереях Лос-Анджелеса в 1930-х годах. В феврале 1931 года прошла его выставка в Desert Gallery в Палм-Спрингс. В июне у него была большая выставка пейзажей, натюрмортов и портретов в галереях Стендаля. В 1935 году состоялась его персональная выставка в гостинице Барбара в Санта-Барбаре. В 1937 году он был приглашён для участия в специальной выставке в галерее Harriet Day’s Desert Inn в Палм-Спрингс Двадцать картин двадцати художников, в которую вошли работы Мориса Брауна, Хансона Путаффа и Мейнарда Диксона. В том же году Гарри Мюр Курцворт курировал выставку в публичной библиотеке Лос-Анджелеса под названием Тональный импрессионизм, с работами Фрэнка Тенни Джонсона, Джека Уилкинсона Смита, Элсона Кларка и Лукитса.

## Браки
В 1931 году Лукитс познакомился с начинающей художницей и актрисой Элинор Мерриам (1909—1948) когда она пришла к нему на учёбу. Она стала одной из его самых любимых моделей. В 1932 году он написал её пастельный портрет, часто демонстрировавшийся на выставках, а в 1934 году — портрет маслом под названием Жест, ещё один её портрет он написал в 1936 году. В 1937 году они поехали в Санта-Барбару и поженились. В 1940 году они приобрели комфортабельный дом в испанском стиле на Ситрус-Авеню, рядом с районом Хэнкок-Парк в Лос-Анджелесе.
Элинор Мерриам Лукитс работала вместе с мужем, и на её творчестве сказалось его влияние. В 1930-х и 1940-х годах было несколько их совместных выставок. В 1948 году, когда они в подвале переливали бензин и одной ёмкости в другую, он загорелся. Оба получили серьёзные ожоги и Элинор скончалась в больнице.
Несколько лет спустя Лукитс начал встречаться Люсиль Грейтхауз, аниматором Диснея и одной из его учениц. Они поженились в 1952 году. Со второй женой Лукитс также проводил совместные выставки, они принимали участие в различных калифорнийских художественных организациях в 1950-х и начале 1960-х годов. С 1952 по 1990 год Люсиль Лукитс помогала мужу с управлением его учебным заведением и ведением бизнеса. После смерти мужа Люсиль Лукитс взяла на себя управление его работами и имуществом, пока не передала ответственность его ученикам. В 1997 году, ощущая последствия болезни Паркинсона, она переехала в штат Юта, чтобы быть ближе к семье. Она умерла в Юте в 2003 году в возрасте девяносто четырёх лет. Детей не было ни в одном из двух браков Лукитса.

## Поздняя карьера
Последнее поколение студентов, которых Теодор Лукитс обучал в 1970-х и 1980-х годах включало в себя ряд заметных фигур. Мастер пленэра пастелист Арни Карл (1940—2000) учился у Лукитса с 1968 по 1978 год. Мастер пленэра и фигуративный художник Петер Зейц Адамс (род. 1950) обучался у Лукитса в течение семи лет с 1970 по 1977 год, западный мастер пленэра пейзажист Тим Соллидей (род. 1952) учился у Лукитса в течение пяти лет.
В 1990 году Люсиль и Теодор Луукитс, у которого тогда были проблемы со здоровьем, пожертвовали большую коллекцию его работ в фонд искусств Джонатана в Лос-Анджелесе. Эта коллекция, которая включает множество его пастельных работ, а также ряд портретов, была отдана в аренду музеям на выставки, которые были устроены после его смерти.

## Посмертные выставки
После его смерти в 1992 году работы Теодора Лукитса были предметом персональных выставок в калифорнийских музеях. Его работы были также частью многих других музейных выставок, посвященных калифорнийской пленэрной живописи и изобразительному искусству. В 1998 году была организована передвижная выставка под эгидой Калифорнийского художественного клуба под названием Теодор Н. Лукитс: американский ориенталист. Выставка была ориентирована на азиатские работы Лукитса, и включала стилизованные портреты, пастельные пейзажи не пленэре, выполненные под влиянием японского искусства, и несколько натюрмортов азиатского антиквариата. Эта выставка открылась в музее Азиатско-Тихоокеанского региона в Пасадене, Калифорния, а затем отправилась в художественный музей Карнеги в Окснарде и завершились в культурном центре Макенталера в Фуллертоне, где была объединена с некоторыми рабами Лукитса испанской тематики и получила новое название Теодор Н. Лукитс: от мандаринов до мариачи. Эти выставки включили многие его работы, выполненные в ярких цветах.
Лукитс создал много портретов мексиканских и мексикано-американских натурщиков. Эти работы были предметом двух выставках в миссии Сан-Хуан Капистрано в 1998 и 1999 годах. Вторая выставка, под названием Теодор Н. Лукитс: дух старой Калифорнии, была сосредоточена на серии картин Fiesta Suite, созданной для Говарда Хьюза. Она включала более десятка фигуративных работ, пастелей и некоторых работ, созданных на пленэре на территории миссии в 1920-х годах.
Южной Аллегенский музей имеет замечательную коллекцию пленэрной пастели Теодора Лукитса. Его работы занимали центральное место на двух выставках. Выставка 1999 года была посвящена пастельному пейзажу, а выставка 2008 года демонстрировала акварели и пастели..
Миссия Сан Хуан Капистрано была местом проведения ещё одной выставки Лукитса 2001 года под названием Романс о миссии, которая проходила во дворе миссии в сочетании с ежегодным благотворительным ужином.

### Книги и каталоги выставок
- A Catalog of the Officers and Students of Washington University, Pg. 324, Washington University, St. Louis, 1911 (Lukits is listed as Theodore Lukits Jr. 2630 Geyer Avenue, St. Louis)
- Circular of Instruction of the School of Drawing, Painting, Modeling, Decorative Designing, Normal Instruction, Illustration and Architecture. Art Institute of Chicago, 1913—1914 (Lukits appears in summer school evening classes)
- Circular of Instruction of the School of Drawing, Painting, Modeling, Decorative Designing, Normal Instruction, Illustration and Architecture. Art Institute of Chicago, 1914—1915 (Lukits appears in summer school evening classes)
- Circular of Instruction of the School of Drawing, Painting, Modeling, Decorative Designing, Normal Instruction, Illustration and Architecture. Art Institute of Chicago, 1915—1916 (Lukits appears in evening school classes)
- Circular of Instruction of the School of Drawing, Painting, Modeling, Decorative Designing, Normal Instruction, Illustration and Architecture. Art Institute of Chicago, 1916—1917 (Lukits appears as full-time student)
- Circular of Instruction of the School of Drawing, Painting, Modeling, Decorative Designing, Normal Instruction, Illustration and Architecture. Art Institute of Chicago, 1917—1918 (Lukits appears as full-time student)
- Circular of Instruction of the School of Drawing, Painting, Modeling, Decorative Designing, Normal Instruction, Illustration and Architecture. Art Institute of Chicago, 1918—1919 (Lukits appears as graduate student)
- Scholarship Awards, Bulletin of the Art Institute of Chicago, 1918 (monthly bulletin — mention of Theodore Lukits winning Lathrop Traveling Scholarship for $800)
- Scholarships, Annual Report of the Trustees of the Art Institute of Chicago, Volume 41-44, Pg. 47, 1919 (mention of the Lathrop Traveling Scholarship for $800)
- Frederick Magnus Brand Memorial Prize Winner, Annual Report, The Art Institute of Chicago, 1918 (bound annual — Lukits won Magnus Brand Memorial Prize for Composition)
- Brandstatter, Eddie, Brochure for Lukits' Exhibition at the Montmatre Cafe, 1926 (exhibition brochure)
- Catalog of Copyrights, Artists, Pt. 4, Volume 21-22, Pg. 16, United States Government Printing Office, Washington D.C., 1926 (copyright listing)
- California Art and Architecture, Volume 36, 1929 (lists past Lukits exhibitions held during the year)
- Lukits Exhibit, Desert Art Gallery, Palm Springs, California Arts and Architecture, Volume 39, Page 8, February, 1931 (lists Lukits exhibition, February 1-28, 1931)
- Mallett’s Index of Artists, Pg. 264, 1935 (biographical dictionary — listing)
- Reuter, Herman, Colorists, Arts Magazine, Volume 2, Page 3, 1936 (column on colorists by Reuter states «Theodore Lukits stands alone in the department of elemental richness.»)
- American Art Annual, Volume 36, Issue 2, Pg. 393, American Federation of the Arts, Washington D.C., 1947 (listing)
- Who’s Who in American Art, 1940—1941, Page 407 (biographical entry on Lukits)
- International Who’s Who, Volume II, Pg. 531, 1947 (biographical dictionary — listing)
- White, James Ferry, National Cyclopedia of American Biography, Volume 39, Pg. 80, 1967 (biographical dictionary — listing)
- Who’s Who in California, Who’s Who Historical Society, Pg. 466, 1971 (biographical dictionary — listing)
- Dawdy, Doris, Ostrander, American Artists of the West, Volume 2, Pg. 173, 1974 (biographical dictionary — listing)
- Moure, Nancy, Dictionary of Artists in Southern California Before 1930, Dustin Publishing, 1977 (biographical dictionary — listing)
- McCall, Dewitt, Clinton, California Artists 1935—1956, Pg. 72, 1981 (biographical Dictionary — Listing)
- Moure, Nancy, Publications in Southern California Art, 1,2,3, Dustin Publishing, 1984 (bibliographical references on California art — listings)
- Castagno, John, American Artists' Signatures and Monograms: 1800—1989, Pg. 232, Scarecrow Press, 1990 (dictionary of monograms and signatures — examples)
- Bellah, Suzanne, The Pastels of Theodore Lukits, Carnegie Art Museum, Oxnard, California, 1991 (essays by Suzanne Bellah; recollections by Peter Adams, Tim Solliday; biographical essay by Peter Adams and Suzanne Bellah of Carnegie Museum)
- Goode, Stephen H., American Humanities Index, Volume 16, Part 2, Pg. 1871, 1991
- Official Museum Directory, American Association of Museums, Pg, 80, 1992
- Stern, Jean, Treasures of the Sierra Nevada, Exhibition Catalog, California Art Club, Pasadena, California, 1998 (Lukits' Sierra pastel reproduced in exhibition catalog)
- Morseburg, Jeffrey, Theodore Lukits, An American Orientalist, Exhibition Catalog, Pacific Asia Museum, 1998 (essays on Lukits and his Asian subjects)
- Morseburg, Jeffrey, The Spirit of Old California, November, 1999 (short essay in small color catalog)
- Young, William, Mallett’s Index of Artists: International Biography, Including Painters and Sculptors, Pg. 264, 1999 (biographical dictionary — listing)
- Tomor, Michael, PhD, Contemporary Romanticism: Landscapes in Pastel,  Southern Alleghenies Museum of Art, Loretto, Pennsylvania, April 4 — May 30, 1999 (exhibition catalog with essays on Lukits and his students)
- Artists of the World, A Bio-Biographical Dictionary, Index A-Z, Pg. 384, 2000 (biographical dictionary — listing)
- Stern, Jean & Morseburg, Jeffrey, California Art Club: 90th Annual Gold Medal Exhibition, California Art Club, 2000, Exhibition Catalog, California Art Club, Pasadena, California, 2000 (biography and Idle Hour reproduced with other historic works)
- Dini, Jane & Morseburg, Jeffrey, California Art Club: 91st Annual Gold Medal Exhibition, California Art Club, 2001 (biography and Capistrano Moonlight exhibited with other historic works)
- Stavig, Vikki, The Revitalization of the California Art Club, California Art Club: 91st Annual Gold Medal Exhibition, Exhibition Catalog, California Art Club, Pasadena, California, 2001 (reproduced September Sunset)
- Hughes, Eden, Artists in California 1786—1940, Hughes Publishing, 2001 (biographical dictionary — listing)
- Havlice, Patrica Pate, Index to Artistic Biography: A Dictionary of American Painters, Sculptors and Engravers, Pg. 1157, Scarecrow Press, 2002 (biographical dictionary — listing)
- Morseburg, Jeffrey, unpublished manuscript for biography on Theodore Lukits, 2009
- Morseburg, Jeffrey, Catalog Essay Manuscript for Jonathan Art Foundation, Los Angeles, California, 2010
- Morseburg, Jeffrey, Theodorelukits.org, official Lukits website, essays and biographical information (various essays on Lukits, extensive archival sources)

### Периодическая печать
- «Theodore Lukits, Artist of the Month», The Republic Item, October, 1918, Chicago, Illinois
- Unsigned article, «Art as a Civic Asset», The Broadway World, November, 1926 (Illustration of the Dolores Del Rio Portrait)
- Clover, Madge, «Charming Painting by Lukits», Los Angeles Saturday Night, December 30, 1933 (weekly review, Lukits work on cover)
- Clover, Madge, «Lukits Exhibit at Barker Brothers», Los Angeles Saturday Night, January 13, 1934 (weekly review, Reproduction of Sierra Scene Quietude)
- Clover, Madge, «Tranquility by Theodore Lukits», Los Angeles Saturday Night, February 17, 1934 (weekly review, reproduction of the marine Tranquility)
- Clover, Madge, «The Bandit by Theodore Lukits», Los Angeles Saturday Night, March 17, 1934 (weekly review, Reproduction of the Californio Work, The Bandit)
- California Art News, December 11, 1934 (art and culture newspaper, article on Lukits School)
- Cover illustration, Los Angeles Saturday Night, February 6, 1937 (weekly review, Portrait of Esther Rose on cover)
- Women’s Club of Hollywood News, April, 1938 (article on Lukits exhibition in April 1938)
- «Theodore Lukits: Who’s Who in Jonathan Members», The Johnathan, October, 1941 (magazine of the Jonathan Club)
- «The Private Life of Ray Milland», Movies Magazine, September, 1942 (image of Lukits' portrait of Mal Milland)
- Chevalier, Paul, «Art Committee Uncovers Last Club Life Artist», The Jonathan, March, 1987 (magazine article)
- Chevalier, Paul, «Lukits Art Collection donated to Jonathan», July, 1990 (magazine article)
- Chevalier, Paul, «Lukits on Loan», The Jonathan, September, 1990 (note on loan of pastels from the Jonathan Collection)
- «Pastel Paradise», Southwest Art Magazine, April 1991 (column on Carnegie Museum exhibition)
- Gjertson, Stephen, «Theodore Lukits: A Light in the Desert», Classical Realism Journal, Volume II, Issue I (6-page magazine article)
- Los Angeles Magazine, Display Advertising, Pg. 128, April, 1998 (advertisement for Oriental Still Life from George Stern Fine Arts)
- Morseburg, Jeffrey, Theodore Lukits, Part I, California Art Club Newsletter, October, 1998
- Morseburg, Jeffrey, Theodore Lukits, Part II, California Art Club Newsletter, December, 1998
- «Mandarins to Mariachis», Orange Coast Magazine, April, 1999 (preview of exhibition at Muckenthaler Cultural Center)
- «Mandarins to Mariachis», Orange Coast Magazine, Pg. 173, May, 1999 (preview of exhibition at Muckenthaler Cultural Center)
- Morseburg, Jeffrey, «Theodore N. Lukits», Para Todos Magazine, San Juan Capistrano, California, November, 2001 (Spanish-language article on Lukits for Mission San Juan exhibition)

### Прочие ссылки
- Lukits, Lucile, Lukits Academy tuition records, 1952—1990, Lukits archive
- Lukits, Lucille, Theodore Lukits: The Torchbearer, unpublished handwritten essay, c. 1992, Lukits archive

### Онлайн источники
- Ancestry.com, online research site, Lukits family history, U.S. Department of Immigration and Naturalization, Department of State Records, Immigration, Citizenship
- Merrell, Eric, Honorary Life Members of the California Art Club, CAC website, 2007—2010
- Merrell, Eric, Historic Membership Roster of the California Art Club, CAC website, 2008—2010
- Stern, Jean, Treasures of the Sierra Nevada, exhibition catalog, 1998

### Газеты
- Lindsay, Estelle Lawton, «Santa Barbara Quake Restores $20,000 Treasure to Padres», Los Angeles Evening Express, July 22, 1925 (front page article with Lukits and unrestored painting)
- Lindsay, Estelle Lawton, «Brush Blots out Damage Quake Caused», Los Angeles Evening Express, August 12, 1925 (front page article with Lukits and restored painting)
- New York Times, «Earthquake Restores St. Francis Portrait», September 20, 1925 (clipping on Lukits' restoration of St. Francis painting for Santa Barbara Hotel)
- Los Angeles Sunday Times, «Beauty and Elegance», September 26, 1926, pg. 31 (photograph of the Ethel Wade portrait with caption of Southby Salon)
- «Lukits Weds, Artists Bare Rites in Santa Barbara», April, 1937 (clipping existent, unmarked, probably from Los Angeles Times or Herald Examiner)
- «Theodore Lukits Reveals Nuptials», April, 1937 (clipping existent, unmarked, probably from Los Angeles Times or Herald Examiner)
- «Shower Given for Mrs. Lukits», May 1937 (clipping existent, unmarked, probably from Los Angeles Times or Herald Examiner)
- «Bride Secretly Wedded Now Shower Guest», May, 1937 (clipping existent, unmarked, probably from Los Angeles Times or Herald Examiner)
- Stevens, Otherman, «Now and Then», Los Angeles Examiner, May 31, 1932 (newspaper review)
- Long Beach Press Telegram, «Posing by Critics of Art Condemned», March 16, 1938 (lecture by Lukits at Long Beach Art Association)
- Los Angeles Times, c. March, 1938 (note that Lukits will be guest artist for the Women’s Club of South Pasadena)
- Reuter, Herman, «Painter Real Colorist, Reviewer States», Hollywood Citizen News, April 9, 1938 (positive review of portrait exhibition at Hollywood Women’s Club)
- «Lukits Portraits Accorded Praise», Hollywood Citizen News, Saturday, April 16, 1938 (news clipping, reproductions of Laura June Williams portrait and Portrait of the Artists' Wife)
- Lusk, Freeman, possibly Hollywood Citizen News, April, 1938 (over the top review of Lukits' portrait exhibition at Hollywood Women’s Club)
- Millier, Arthur, «Brush Strokes», Los Angeles Times, April 24, 1938 (announcement of Kurtzworth portrait unveiling)
- Wilshire Press, April 25 1938, (short review of Lukits exhibition at Hollywood Women’s Club and note of painting Mrs. Harry Muir Kurtzworth and Her Daughter Constance)
- «Art, Music Mingle when Ray Millands Entertain Friends», Los Angeles Times, June 2, 1942 (article on unveiling of Lukits' portrait of Mrs. Ray («Mal») Milland)
- «Ray Millands Honor Artist at Unveiling», Los Angeles Herald Examiner, June 2, 1942 (article on unveiling of Lukits' portrait of Mrs. Ray («Mal») Milland)
- «Explosion in Basement Burns Artist and Wife», Los Angeles Times, September 10, 1948 (news clipping)
- «Eleanor Lukits, Dies of Explosion Burns», Los Angeles Times, September 26, 1948 (news clipping)
- «Mrs. Eleanor Lukits Funeral Services», Los Angeles Times, September 27, 1948 (news clipping)
- «School Head Addresses East Los Angeles Art Club», Los Angeles Tribune, May 7, 1953 (news clipping)
- Morseburg Jeffrey, Lukits obituary, Los Angeles Times, February 2, 1992 (news clipping)
- Woodard, Josef, «In Vivid Pastel», April 4, 1991, Los Angeles Times (review of Lukits' pastel exhibition at the Carnegie Museum in Oxnard)
- McKinnon, Lisa, «Artist’s Sketches Push Pastel to Limit», Ventura Press Courier, April 4, 1991 (review of Lukits' pastel exhibition at the Carnegie Museum in Oxnard)
- Indyke, Dottie, «Nature’s Moods Plus Portraits of the Stars», unknown publication, Santa Fe, New Mexico, February-March, 1996 (preview of Lukits' exhibition at Santuario de Guadalupe)
- Woodard, Josef, «Oriented East, Strong Asian influence is seen in Oxnard art exhibitions», Los Angeles Times, 1998 (review of Theodore Lukits: An American Orientalist at the Carnegie)
- Kirkman, Chuck, «Art Show Opening», Ventura County Star, December 13, 1998 (photograph of Peter Adams and Jeffrey Morseburg with Lukits painting reproduced and released by AP)
- Rice, Ruth, «Melding Two Into One, Art Exhibition Combines Pastels and Watercolors», The Tribune Democrat, Johnstown, Pennsylvania, April 8, 2008 (article on Southern Alleghenies Museum of Art exhibition, From Charles Burchfield to Peter Adams)